# Relato de um Náufrago
Relato de um Náufrago é um livro escrito por Gabriel García Márquez, conta a história de um marinheiro sobrevivente de um naufrágio no ano de 1955 no mar do Caribe.
A obra foi apresentada em 14 fascículos no jornal colombiano El Espectador em 1955. O nome de Márquez não foi associado à história até ser publicado em 1970, com o seu título completo: A História do Náufrago: Que esteve à deriva numa balsa salva-vidas por 10 dias sem alimento ou água, foi proclamado um herói nacional, beijado por rainhas de beleza, feito rico com a publicidade, e então rejeitado pelo governo e esquecido para sempre.

## Enredo
No livro é relatado que um destróier da marinha Colombiana sai de Mobile nos Estados Unidos da América em direção a Cartagena de las Indias na Colômbia cheio de mercadorias contrabandeadas. Duas horas antes de sua chegada, a 28 de Fevereiro de 1955, grandes ondas varrem o convés do destróier levando 8 marinheiros e grande parte da mercadoria ao mar. Por estar muito pesado, o destróier não pode voltar e busca-los. Apenas Luís Alexandre Velasco consegue alcançar uma balsa, e passa por muitas dificuldades durante 10 dias no mar, como  fome e a sede e após esse período chega em uma vila de pescadores no norte da Colômbia. Eles não o reconhecem, porém cuidam dele e levam-no até o hospital mais próximo.
Era época de ditadura militar na Colômbia e o governo não revelou a história verdadeira ao povo, eles não falaram do contrabando, disseram que houve uma tormenta, e impediram qualquer um de falar com o marinheiro além de sua própria família, os médicos e os jornalistas do governo, no entanto um jornalista da oposição se fingiu de médico e entrou para falar com Velasco.